# Brigitta Busch
Brigitta Busch (geb. 1955 in Wien) ist eine österreichisch-schweizerische Slawistin, Kommunikationswissenschaftlerin und ehemalige Professorin für Sprachwissenschaft an der Universität Wien. Busch ist Expertin der interkulturellen Kommunikation und Mehrsprachigkeit und hat unter anderem Projekte des Europarats zu diesen Themen geleitet. Ihre Forschungsschwerpunkte liegen unter anderem in den Bereichen mehrsprachige Bildung, Minderheiten und Migration. Von 2018 bis 2023 gehörte sie als gewähltes Mitglied dem Universitätsrat der Universität Klagenfurt an.

## Leben
Brigitta Busch wuchs in Wien auf, wo sie 1972 die Matura mit Auszeichnung absolvierte. 1973 begann sie eine dreijährige Ausbildung zur Landwirtschaftsmeisterin (mit einem Schwerpunkt in Regionalentwicklung) in Frankreich und in der Schweiz und arbeitete im Anschluss bis 1992 in landwirtschaftlichen Betrieben in Kärnten und Frankreich. Zeitgleich war sie von 1980 bis 1992 als freiberufliche Journalistin unter anderem bei der Fédération Européenne des Radios Libres und bei Le Monde diplomatique tätig.

### Akademische Laufbahn
1989/1990 nahm Busch an der Universität Klagenfurt ihr Studium der Slawistik und der interkulturellen Kommunikation auf, erwarb 1996 mit einer Arbeit über interkulturelle und zweisprachige Ausbildung in Österreich den Magister und 1998 mit der Dissertation Der virtuelle Dorfplatz. Minderheitenmedien, Gloablisierung und kulturelle Identität das Doktorat. 1999 übernahm sie für vier Jahre die Leitung des Centre for Intercultural Studies (CIS) an der Universität Klagenfurt. Während sie von 2003 bis 2010 als wissenschaftliche Mitarbeiterin am Institut für Linguistik der Universität Wien arbeitete und regelmäßig Vorlesungen am Institut für Kulturwissenschaft der Universität Klagenfurt hielt, habilitierte sie 2004 in Wien mit einer Arbeit über Sprachen im Disput. Medien und Öffentlichkeit in mehrsprachigen Gesellschaften. Seit 2003 arbeitet sie im internationalen Forschungsprojekt Changing city spaces: challenges to cultural policies am Institut für Sprachwissenschaft der Universität Wien. Von 2010 bis 2012 übernahm sie an der Universität Wien interimistisch die Professur für angewandte Linguistik und Diskursanalyse von Ruth Wodak, worauf ebendort von 2012 bis 2015 eine Berta-Karlik-Professur für angewandte Linguistik folgte.
Gastprofessuren führten Busch unter anderem ab 2005 wiederholt an die University of Cape Town zu multilingualer Bildung im panafrikanischen Kontext, an die Universität Kassel, die Donau-Universität Krems, die Pädagogische Hochschule Wien und 2014 an die Universität Straßburg sowie die Universität des Westkaps.

### Tätigkeiten beim Europarat
Bereits während des Studiums arbeitete sie ab 1992 bis 1999 zunächst an der Abteilung für Menschenrechte und der politischen Abteilung des Europarats. 2009 wurde sie Mitglied des ExpertInnenkomitees zum Rahmenübereinkommen zum Schutz nationaler Minderheiten (Framework Convention for the Protection of National Minorities). Im Rahmen dieser Tätigkeit war sie wiederholt Angehörige von Delegationen, die über die Situation von Minderheiten in verschiedenen Ländern berichten; darunter etwa Zypern, Norwegen, Aserbaidschan oder die Russische Föderation. Von 2016 bis 2018 war Busch Vizepräsidentin des Komitees.

## Auszeichnungen
- 2015 Vinzenz-Rizzi-Preis[12]